# Musée Frans-Hals
Ne doit pas être confondu avec Frans Hals Museum - Hal.
 (mai 2018).
Si vous disposez d'ouvrages ou d'articles de référence ou si vous connaissez des sites web de qualité traitant du thème abordé ici, merci de compléter l'article en donnant les références utiles à sa vérifiabilité et en les liant à la section « Notes et références ».
Le musée Frans-Hals ou musée du Siècle d'or est un musée situé dans la ville de Haarlem aux Pays-Bas exposant des collections de peintres néerlandais des XVIe et XVIIe siècles. Il est installé dans l'hospice des vieillards, de style néo-classique néerlandais.

## Histoire du bâtiment
C'est en 1598 que la municipalité de Haarlem décide la construction d'un hospice pour recueillir ses vieillards nécessiteux. Cette décision donne lieu à une série d'initiatives destinées à financer la construction du bâtiment : concours de rhétorique en 1606, grande loterie en 1607.
En 1609, les premiers pensionnaires peuvent prendre possession de leur logement.
L'hospice était dirigé par deux régents, un pour les hommes, une autre pour les femmes. Frans Hals fit les premiers portraits de ces administrateurs.
En 1810, le bâtiment est transformé en orphelinat qui devient propriété de l'Église réformée et c'est cette institution religieuse qui nomme les régents.
En 1908, les orphelins intègrent un bâtiment neuf et la municipalité achète le bâtiment pour y abriter ses collections d'art. Une partie des locaux sont détruits pour être reconstruits dans le style du début du XVIIe siècle en préservant le plan d'origine. Plusieurs éléments du musée restent d'époque : la porte d'entrée, le bâtiment principal, la salle Renaissance, la salle des régents et la chapelle.
Le nouveau musée ouvre ses portes le 13 mai 1913, il reçoit le nom du plus célèbre artiste de Haarlem : Frans Hals.

## Histoire des collections

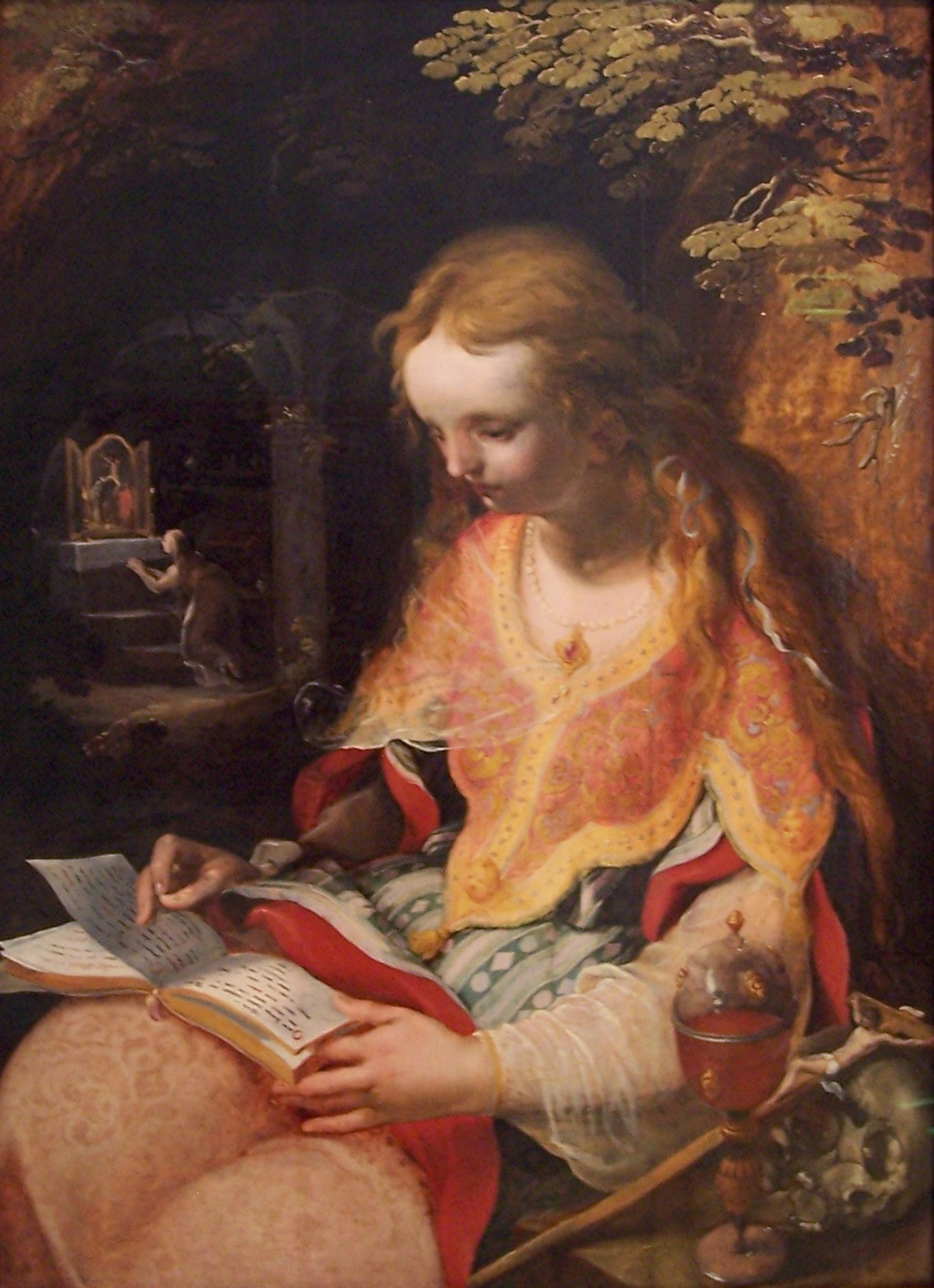
Jan Nagel, Marie-Madeleine (1592).

La qualité des collections du musée est le fruit d'une longue histoire qui est liée à celle de la ville de Haarlem :
- en 1581, les États de Hollande font don à la ville de tous les biens des couvents, congrégations ou institutions religieuses catholiques de la ville. Ce don était une compensation pour les dommages subis par la ville lors de l'insurrection contre l'Espagne ;
- de 1590 à 1593, Cornelis Cornelisz van Haarlem peint quatre tableaux pour l'hôtel de ville, trois d'entre eux font partie des œuvres présentées par le musée ;
- le couvent de la Jansstraat qui avait été important ferme ses portes en 1625, une partie des collections passe dans les biens de la ville ;
- entre 1800 et 1825, après la suppression de la milice municipale, neuf tableaux représentant ces riches bourgeois sont recueillis par la ville ;
- en 1875, une « Association pour le développement des collections d'œuvres d'art et d'antiquités » est constituée. Elle va faire l'achat de dizaines d'œuvres de maîtres anciens ;
- en 1913, l'ensemble de ces collections est versé au nouveau musée Frans-Hals.

## Présentation de quelques œuvres

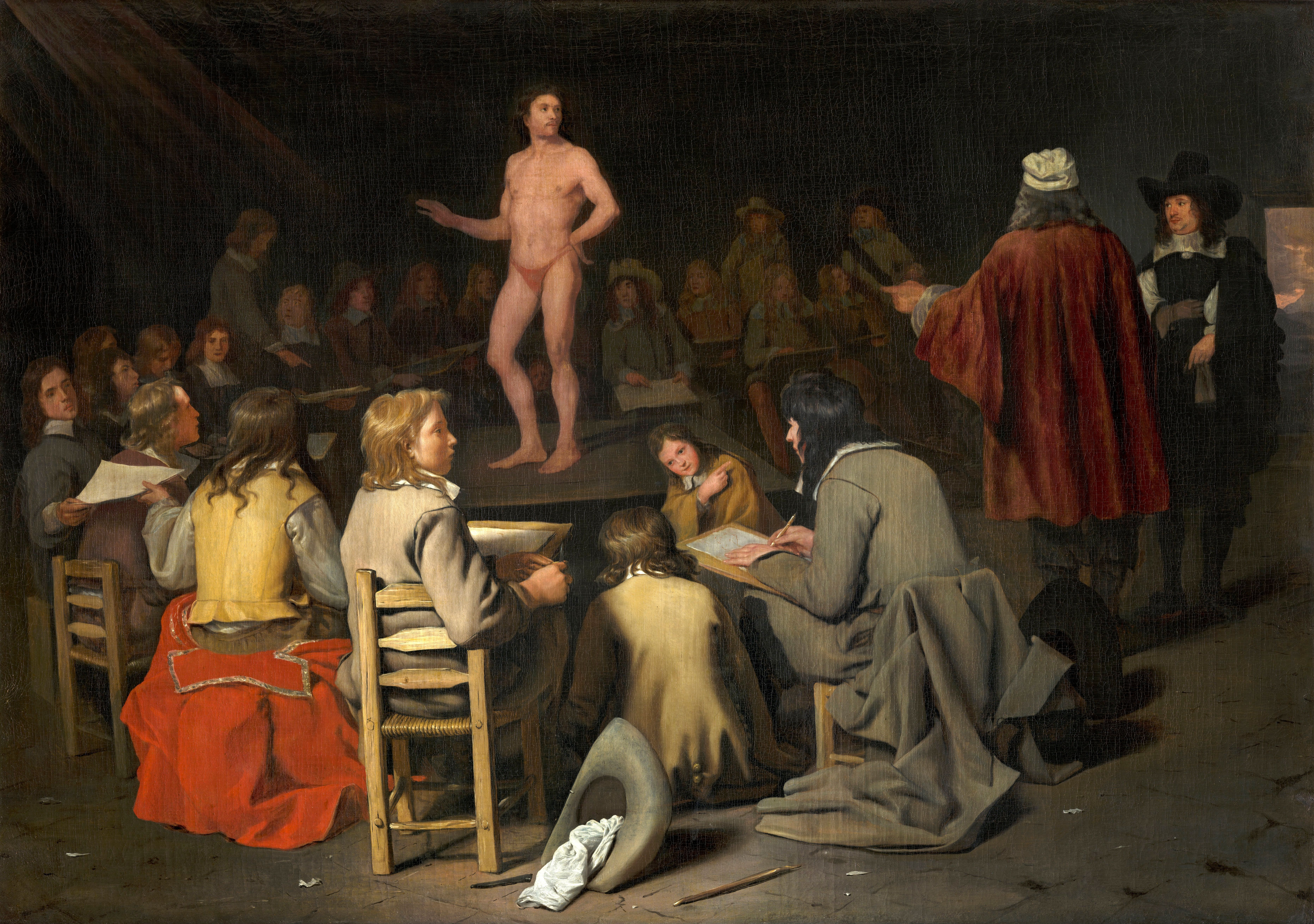
Michael Sweerts, L'Atelier de dessin (entre 1656 et 1658), huile sur toile,.

On ne présente ici que quelques œuvres parmi les plus marquantes :

### Maîtres anciens
- Triptyque de la Naissance, de la Crucifixion et de la Résurrection du Christ attribué à un suiveur (vers 1433-1494) du peintre flamand Hans Memling. Il pourrait s'agir d'une copie d'un œuvre détruite du maître lui-même.
- La Tentation de saint Antoine (après 1530) de Jan Mandijn.
- Saint Luc peignant la Vierge (1532) de Maarten van Heemskerck. Du même auteur on note un Triptyque de l'Ecce Homo (1559-1560).

### Œuvres de Cornelis Cornelisz van Haarlem

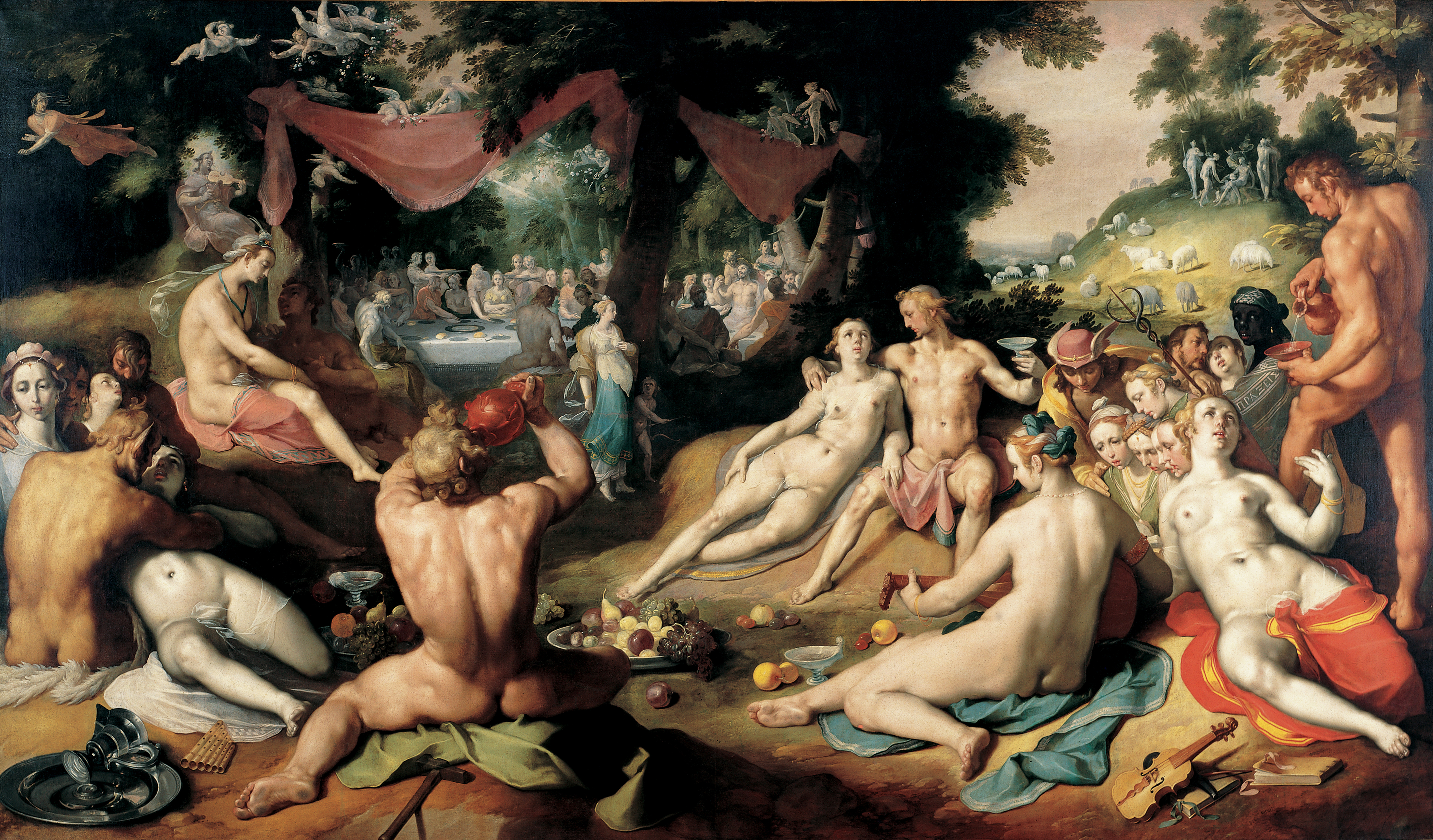
Les Noces de Thétis et de Pélée (1592-1593), huile sur toile,.

Il s'agit des quatre tableaux commandés par la ville au peintre pour décorer le Prinsenhof ou palais princier destiné à servir de résidences aux stathouders de passage à Haarlem.
- Le Massacre des Innocents (1591) représente la scène évangélique du massacre des Innocents, c'est-à-dire des nouveau-nés, ordonné par Hérode, après la Nativité de Jésus à Bethléem. Il est constitué d'un enchevêtrement impressionnant d'une multitude de corps.
- Le Moine et la Béguine (1591) apparaît comme une œuvre curieusement licencieuse puisque l'on voit un moine pincer le sein d'une nonne. Il pourrait s'agir de l'illustration d'une légende édifiante.
- Les Noces de Thétis et de Pelée (1592-1593) illustre un récit tiré de l'Antiquité.
- Les Trois Jeunes Gens dans la fournaise (1575) représente un récit de l'Ancien Testament.

### Œuvres de Frans Hals

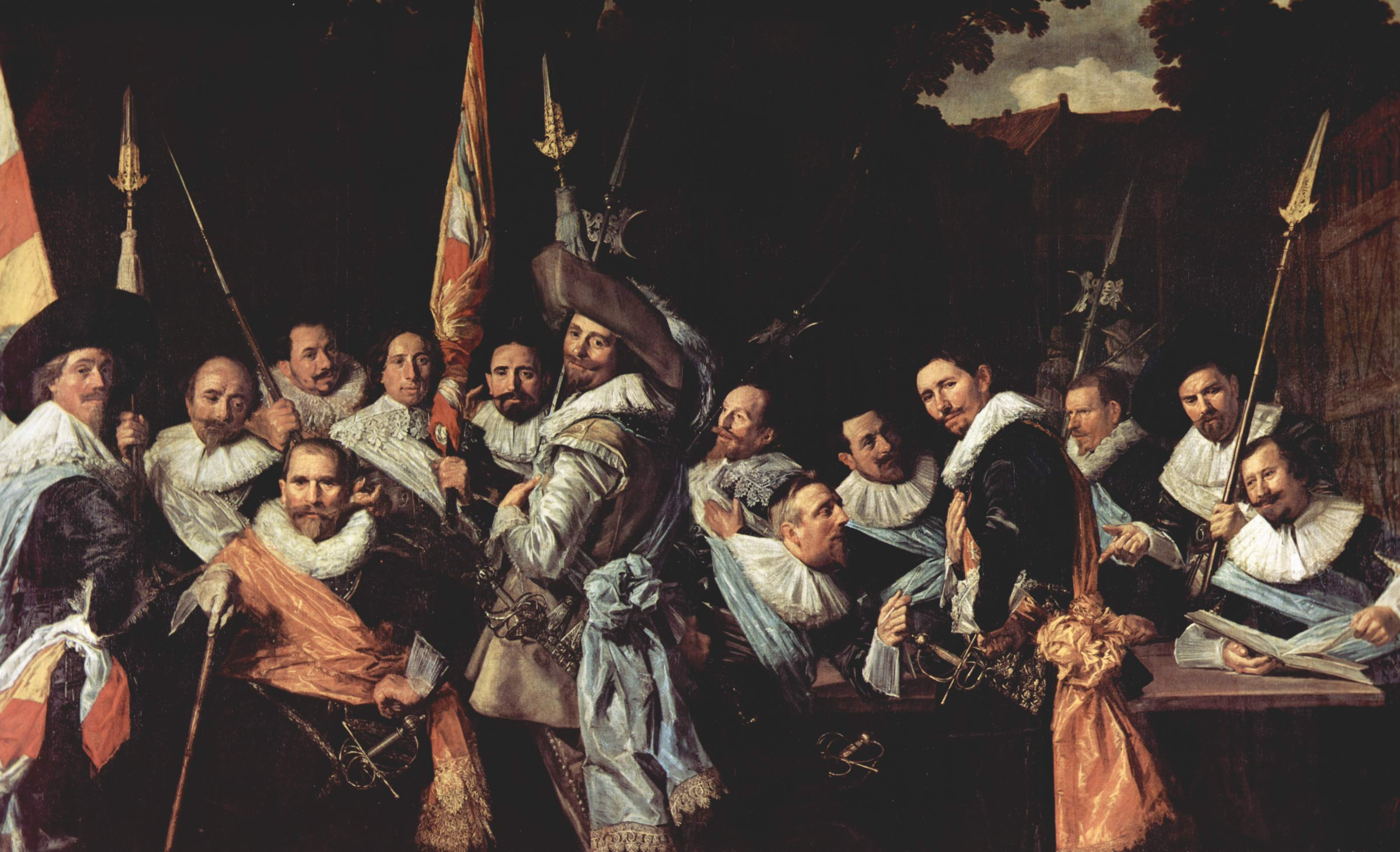
Frans Hals, Le Banquet des officiers de la garde de Saint-Adrien d'Harlem (1633), huile sur toile,.

Les tableaux de ce peintre comportent notamment :
- les cinq tableaux représentant les gardes civiques qui constituent des œuvres monumentales et très représentatives de l'époque. Il s'agit de compositions représentant jusqu'à une soixantaine de personnages composant ces compagnies de gardes constituées de tout homme de Haarlem pouvant payer son équipement. Frans Hals lui-même aurait été inscrit à l'une de ces compagnies ;
- les tableaux représentant les premiers régents de l'hospice qui sont également des portraits collectifs dont le réalisme expressif est remarquable.

## Quelques peintres dont les œuvres sont présentées au musée
- Jan van Scorel (1495-1562)

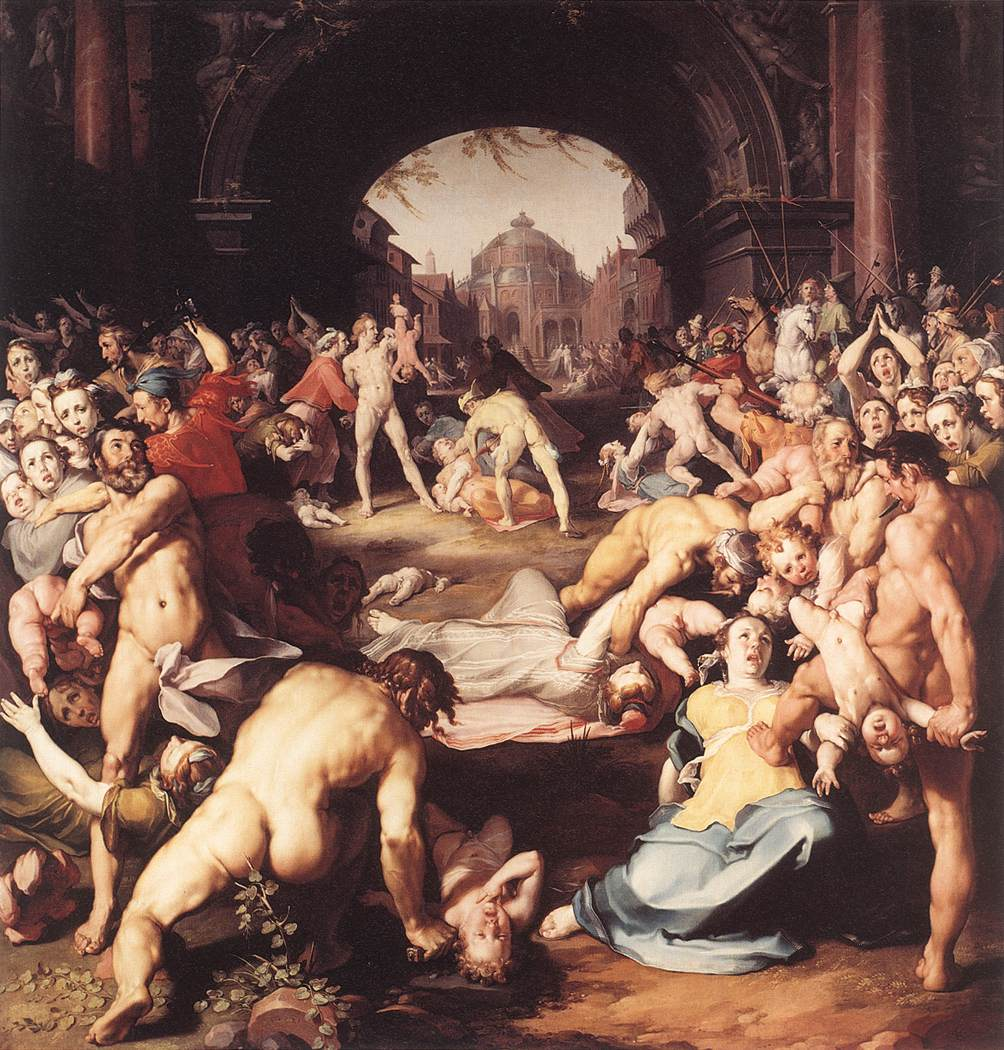
Cornelis Cornelisz van Haarlem, Le Massacre des Innocents (1591), huile sur toile,.

- Maarten van Heemskerck (1498-1574)
- Karel van Mander (1548-1606)
- Hendrick Goltzius (1558-1617)
- Cornelis Cornelisz van Haarlem (1562-1638)
- Floris Claesz van Dijck (1575-1651)
- Cornelis Engelsz (1574 ou 75-1660)
- Cornelis Claesz van Wieringen (1580-1633)
- Frans Hals (1582-1666)
- Dirck Hals (1591-1656)
- Gerrit Claesz. Bleker (vers 1592 ou 1593 - 1656)
- Willem Claeszoon Heda (1594-1680)
- Pieter Claesz (1597-1660)
- Salomon de Bray (1597-1664)
- Pieter Saenredam (1597-1665)
- Salomon van Ruysdael (1600-1670)
- Adriaen Brouwer (1605-1638)
- Judith Leyster (1609-1660)
- Jan Miense Molenaer (1610-1668)
- Bartholomeus van der Helst (1613-1670)
- Michael Sweerts (1614-1664)
- Jan Steen (1625-1679)
- Jan de Bray (1627-1697)
- Jacob van Ruisdael (1628-1682)